# Benighted

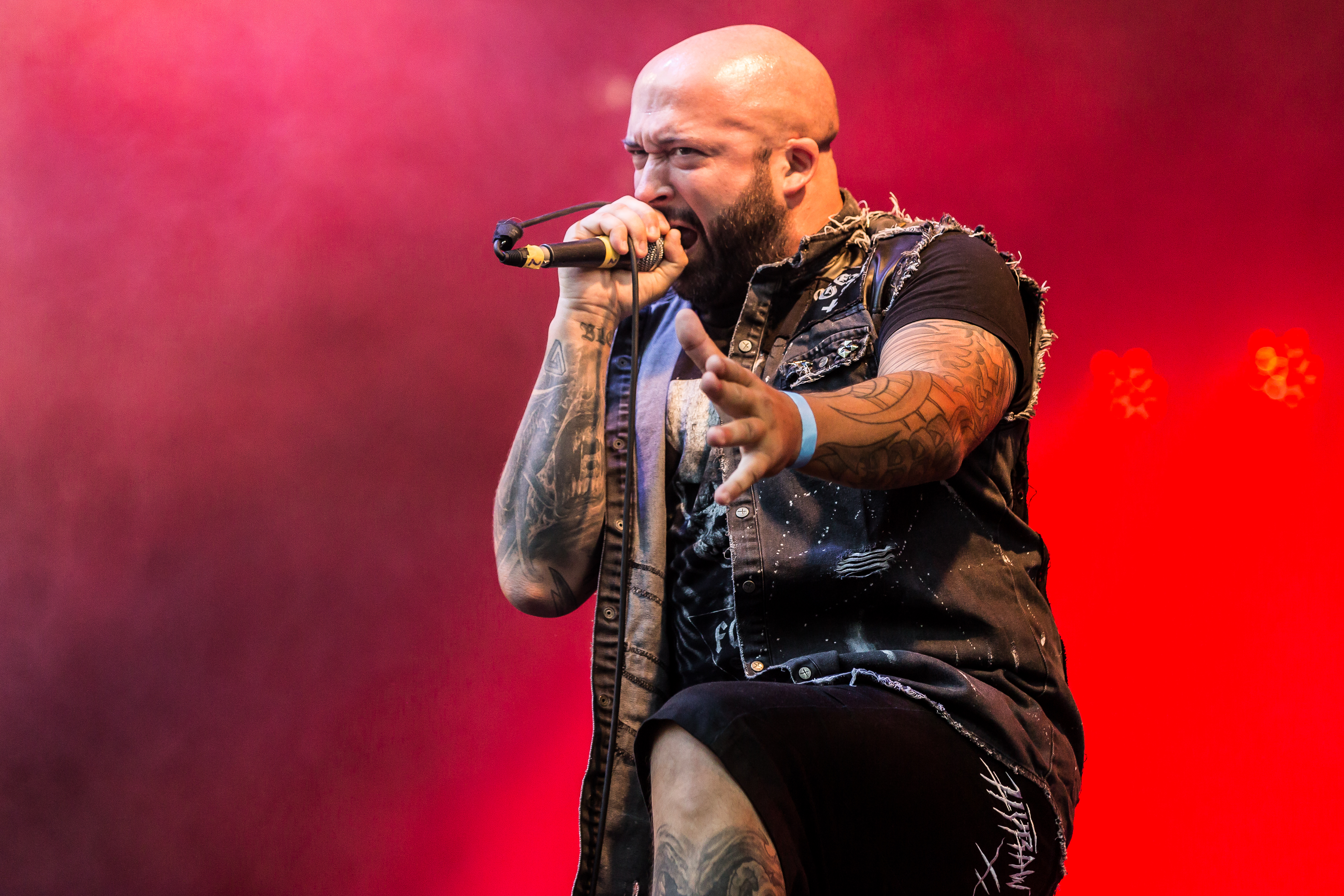
Sänger Julien Truchan beim RudE 2017

Benighted ist eine französische Band aus Balbigny in der Region Auvergne-Rhône-Alpes. Das Quartett spielt Deathgrind, eine Kombination aus Death Metal und Grindcore.

## Bandgeschichte
Benighted wurde im Mai 1998 von Mitgliedern der Bands Dishumanized, Darkness Fire und Osgiliath gegründet. Sie spielten auf einigen Konzerten, um Bekanntheit zu erlangen, und arbeiteten an ihrem ersten selbst produzierten Album, Benighted. Im Jahr 2000 übernahm Plaza Records die Produktion des ersten Albums, mit dem Benighted gute Kritiken in der Untergrundpresse erlangte. Im Januar 2001 schlossen sie mit Adipocere Records einen Plattenvertrag ab und das Label übernahm den Vertrieb des ersten und die Produktion weiterer Alben.
Bei den Aufnahmen ab August 2001 zum zweiten Album, Psychose, verließ Chart die Band, da sein technisches Können nicht mehr den gestiegenen Ansprüchen der Band genügte. Als Ersatz wurde Rémi Aubrespin aufgenommen. Nach Erscheinen des Albums im April 2002 folgten Touren mit Carcariass, Furia und Rain.
Mit den Aufnahmen zum dritten Album, Insane Cephalic Production, im Dezember 2002 verließ Rémi die Band aufgrund privater Probleme. Die Aufnahmen erfolgten im August 2003 im Kohlekeller-Studio in Seeheim. Im Februar 2004 wurde das Album veröffentlicht, für die folgenden Konzerte half Bertrand von der Band Winds of Torment am Bass aus. Einen Monat später wurde der Bassist Eric Lombard aufgenommen. Es folgten Konzerte mit Bands wie Fear Factory, Slipknot oder Soulfly und Auftritte auf den Festivals Fury Fest und Nuklear-Fest.
Im August 2005 wurde im Kohlekeller-Studio das vierte Album, Identisick, aufgenommen. Im Februar 2006 verließ Fred Fayolle die Band, als Ersatz sprang Kikou ein. Es folgten Auftritte auf den Festivals Tomawok Fest, VS Fest, Inhumanus Fest und Death Feast Open Air. Zur selben Zeit wurde das fünfte Album, Icon, komponiert. Im Juni stellte Adipocere Records seine Produktionsaktivitäten ein. Als Ersatz wurde das Label Osmose Productions gefunden. Im Sommer 2007 wurde im Kohlekeller-Studio das Album Icon aufgenommen und im Oktober veröffentlicht.
Gegen Ende 2009 wurde mit Seasons of Mist ein weiterer Vertrag unterschrieben, unter dessen Namen im Jahr 2011 das aktuelle Studioalbum Asylum Cave veröffentlicht wurde.
Am 14. Februar 2014 erschien das siebte Studioalbum, Carnivore Sublime, wieder auf dem Label Seasons of Mist. Auf dem Album sind Adrien Guerin als neuer Gitarrist sowie die Gastsänger Niklas Kvarforth und Michael Kern zu hören. Auch Carnivore Sublime wurde, wie alle Benighted-Alben seit Insane Cephalic Production, von Kristian Kohlmannslehner in dessen Kohlekeller-Studios produziert.

## Diskografie
- 2000 – Benighted (Album, Plaza Records)
- 2002 – Psychose (Album, Adipocere Records)
- 2003 – Insane Cephalic Production (Album, Adipocere Records)
- 2006 – Identisick (Album, Adipocere Records)
- 2007 – Icon (Album, Osmose Productions)
- 2009 – Insane Cephalic Production Re-Release (Album, Osmose Productions)
- 2011 – Asylum Cave (Album, Season of Mist)
- 2014 – Carnivore Sublime (Season of Mist)
- 2017 – Necrobreed (Season of Mist)
- 2018 – Dogs Always Bite Harder than Their Master (EP, Season of Mist)
- 2020 – Obscene Repressed (Season of Mist)
- 2024 – Ekbom (Season of Mist)

## Videos
- 2006 – Nemesis (vom Album „Identisick“)
- 2012 – Let the Blood spill between my broken Teeth (vom Album „Asylum Cave“)
- 2014 – Experience your Flesh  (vom Album „Carnivore Sublime“)